# Rohrdamm
Rohrdamm – stacja metra w Berlinie na linii U7, w dzielnicy Siemensstadt, w okręgu administracyjnym Spandau. Stacja została otwarta w 1980.